# سیامک سنجری
سیامک سنجری (۱۳۴۷–۱۳ آبان ۱۳۷۵)، یکی از قربانیان قتل‌های موسوم به قتل‌های زنجیره‌ای ایران بود که در سن ۲۸ سالگی و در آستانه جشن ازدواج، کشته شد. وی توسط باند سعید امامی به قتل رسید. در میان قربانیان قتل‌های زنجیره‌ای ایران وی از معدود کسانیست که به دلایل غیرسیاسی کشته شد. برخی علت قتل او را به شراکت او با پسر علی فلاحیان وزیر وقت اطلاعات در امور قاچاق نسبت می‌دهند. وی در حالی یک روز پیش از ازدواجش توسط سعید امامی و باندش کشته شد که قاتلین را به عروسیش دعوت کرده بود.

## چگونگی قتل سیامک سنجری
در اعترافات خسرو براتی متهم ردیف ۳ قتل‌های زنجیره‌ای در مورد قتل سیامک سنجری آمده‌است:
سیامک سنجری جوان ورزشکار و خوش‌مشرب و دست‌ودلباز بود که با داشتن فروشگاه اتومبیل‌های گرانقیمت با پسر آقای فلاحیان و اکبر خوش‌کوش و من از طریق حاج آقا محمدی آشنا شد. یکبار برای نشان دادن یک بنز سفید ۲۳۰ او را نزد حاج آقا فلاحیان بردم و آقای اسلامی [سعید امامی] توصیه کرد از او به عنوان منبع استفاده کنیم؛ اما چون جوان ورزشکار و پاکی بود زیربار خبرچینی نرفت تا اینکه دو سه گزارش داشتیم که نشان می‌داد سیامک در جاهایی حرف‌هایی زده‌است حتی ماجرای رفت‌وآمد حاج آقا فلاحیان به سونای زعفرانیه را می‌گفتند از طریق او به بیرون درز کرده‌است و قرارشد از او تحقیق شود تا اینکه دو روز مانده به عروسی‌اش حاج آقا فلاحیان به آقای اسلامی گفتند «کار را باید تمام کرد» چون همسر حاج آقا سوال‌هایی را از ایشان کرده بود و حاج آقا مطمئن بود این حرفها از طریق سنجری به گوششان رسیده. آقای اسلامی دلش سوخت به حاج آقا (فلاحیان) تلفن زد که خدا را خوش نمی‌آید ما را به عروسی اش دعوت کرده اما ظاهرا حاج آقا حاضر به گذشت نبود. آقای اسلامی معذب بود و رفت و حاج علی‌شیر سنگی را به سرش زد و برادران کار را با دشنه تمام کردند و بعد جسد را به زیر پل کاوه انداختند و ماشین را بردند تا به دره بیندازند تا اثری نماند.

### نظرات علیرضا نوری‌زاده
علیرضا نوری‌زاده در خصوص قتل او در مصاحبه با رادیو فردا گفته است:
سنجری خیلی ماجرای عجیبی داشت. او به خاطر این که یک چهره ورزشکار محبوب بود، دست و دل باز بود، اطرافش جوان‌های زیادی بودند و پسر آقای فلاحیان مرتباً مراجعه می‌کرده به آنجا و بعد پسر فلاحیان چندین نوبت به او اظهار عشق می‌کند و علاقه‌مند می‌شود به او. از او اتومبیل می‌گیرد و این پسر جوان ناراحت بوده و بعد عروسیش بوده. تصور می‌کند به عنوان عروسی و دعوت کردن از اینها، دست از سرش برمی‌دارند. حتی اتومبیلش را پسر فلاحیان گرفته بود و برده بود و به او نمی‌داد. در یک جریانی او را دعوت می‌کنند به سونای زعفرانیه و در آن سونا است که این التماس می‌کند حتی به سعید امامی می‌گوید خواهش می‌کنم که این مسئله ماشین من را حل کن و کاری کن که دیگر پسر فلاحیان سراغ من نیاید، این هم کارت دعوت عروسیم؛ یعنی او در واقع با تمام نیرو سعی می‌کند بدون آسیب دیدن خودش را از شر این‌ها حفظ کند. اما متأسفانه همان‌جا در حمام به او ضربه می‌زنند و بعد جنازه‌اش را می‌برند به بیابان. افرادی که به این نحو کشته شدند یا کسانی بودند که دچار ناراحتی وجدان شدند یا کسانی بودند مانند همین سنجری که نمی‌خواسته با اینها رفت‌وآمد کند و فرار می‌کرده.